# Xanthoparmelia enteroxantha
Xanthoparmelia enteroxantha är en lavart som beskrevs av Hale. Xanthoparmelia enteroxantha ingår i släktet Xanthoparmelia och familjen Parmeliaceae.   Inga underarter finns listade i Catalogue of Life.